# Dañs Fisel
Dañs Fisel ist ein bretonischer Reihen- oder Kreistanz aus der Gegend von Rostrenen. Es ist eine Gavotte und eine Variante des Dañs tro. Die Bezeichnung Fisel rührt von der Kleidermode in der Gegend um Rostrenen her. „Fisel“ bezeichnet ein Dekoband, welches um die Hutkappe geführt wird.

## Ausführung

Schrittfolge Fisel

Die Tänzer stehen Seite an Seite im Kreis oder in der Kette und blicken in die Kreismitte. Die Arme werden in der Unterarmfassung durchgefasst: Der rechte Arm wird dabei über den linken Arm des Partners zur rechten gelegt (rechts-über-links) und die Unterarme sind waagrecht.

### Grundschritt
Musikalisch besteht der Grundschritt aus acht Schlägen, mit einem Zwischenschritt zwischen 4 und 5.
Es wird zwischen dem Grundschritt, Chassee-Schritt, dem Schritt mit „erhobenen Füßen“, dem Scherenschritt und dem „gekreuzten Grundschritt“ unterschieden.

### Figur
Speziell auf Wettkämpfen wird eine choreografisch anspruchsvolle Figur getanzt. Bei traditionellen Musikstücken wird eine Figur durch eine lebhaftere Melodie angezeigt.
Der markante Unterschied liegt im starken Anwinkeln des freien Beins, sodass die Ferse fast das Gesäß berührt. Der Zwischenschritt zwischen 4 und 5 entfällt, wodurch eine Pause entsteht. Das linke Bein wird kurz heruntergenommen und zur 5 wieder hochgenommen.

### Suite
Die Suite Fisel besteht aus drei Teilen:
1. Ton simple
2. Bal (Paartanz)
3. Ton double

Der Bal wird als Paar getanzt und besteht aus einer Promenade und Figur, die zweimal getanzt werden. Nach Ende des zweiten Durchgangs dreht sich die Partnerin wieder zurück in den Kreis.